# قطعنامه ۱۳۵۵ شورای امنیت
قطعنامه ۱۳۵۵ شورای امنیت سازمان ملل متحد که در تاریخ ۱۵ ژوئن ۲۰۰۱ تصویب شد، سندی بین‌المللی دربارهٔ اوضاع در مورد جمهوری دموکراتیک کنگو است. این قطعنامه طی نشست ۴۳۲۹ام با ۱۵ رای موافق، ۰ مخالف و ۰ ممتنع تصویب شد.